# پائولو پسترین
پائولو پسترین (انگلیسی: Paolo Pestrin; ۹ ژوئیهٔ ۱۹۳۶ – ژوئیه ۲۰۰۹) بازیکن فوتبال اهل ایتالیا بود.
از باشگاه‌هایی که در آن بازی کرده‌است می‌توان به باشگاه فوتبال تورینو، باشگاه فوتبال آ.اس. رم، باشگاه فوتبال پیاچنزا، باشگاه فوتبال پادوا، و باشگاه فوتبال جنوآ اشاره کرد.